# 薩格爾縣
薩格爾縣（英語：Sagar district）是印度的一個縣，位於該國中部，由中央邦負責管轄，面積10,252平方公里，識字率為77.52%，人口在2001至2011年期間增長17.62%，2011年人口2,378,295，人口密度每平方公里232人。

## 外部連結
- Official site （页面存档备份，存于）

23°48′N 78°40′E / 23.800°N 78.667°E